# Lasioglossum nigroaeneum
Lasioglossum nigroaeneum är en biart som först beskrevs av Heinrich Friese 1917.  Lasioglossum nigroaeneum ingår i släktet smalbin, och familjen vägbin. Inga underarter finns listade i Catalogue of Life.